# Prison de La Force
La prison de La Force est un hôtel particulier qui fut transformé en maison de détention et servit de prison pour la ville de Paris entre 1780 et 1845. Le bâtiment est aujourd'hui presque entièrement détruit.

## Localisation
Dans le Marais, au no 3 de l'actuelle rue Malher, près du coin du début de la rue de Rivoli, prolongement de la rue Saint-Antoine, dans le 4e arrondissement parisien.

## Historique

### Du palais à l'hôtel particulier
L'hôtel de La Force fut construit à partir de 1533 sur les ruines d'un ancien palais qui avait appartenu au frère de Saint Louis, Charles d'Anjou, qui lui donna son nom d'hôtel du Roi de Sicile  situé rue du Roi-de-Sicile. Les travaux, commencés par le cardinal Antoine Sanguin de Meudon en 1559, furent terminés par le chancelier René de Birague. Il passa ensuite successivement entre les mains d'Antoine de Roquelaure, du comte de Saint-Paul, puis du seigneur de Chavigny, dont la petite-fille épousa le duc de La Force, Jacques Nompar de Caumont, qui lui donna son nom.
En 1698, l'hôtel fut divisé en une partie orientale, connue sous le nom d'hôtel de Chavigny, actuelle caserne des pompiers du 7 rue de Sévigné, et une partie occidentale qui prit le nom d'hôtel de la Force. Celui-ci fut vendu en 1715 à des financiers, les frères Paris, qui procédèrent à des travaux d'embellissement et le revendirent en 1754 au Comte d'Argenson pour le compte de l'État avec projet d'y installer une école militaire. Ce projet étant abandonné, des services administratifs y furent implantés.

### La maison de détention

#### Sous l'ancien régime: la prison modèle
Dans le cours des années 1770, des voix se firent entendre pour dénoncer les conditions dans les prisons européennes. L'Anglais John Howard publia en 1777 un ouvrage intitulé The State of the Prisons qui décrivait ce qu'il avait pu lui-même constater dans sa tournée d'inspection des prisons anglaises et proposait des solutions susceptibles d'améliorer la situation des prisonniers. En France, un magistrat resté anonyme avait l'année précédente rédigé un essai, Projet concernant l'établissement des nouvelles prisons pour la capitale publié pour la première fois en 1870, dénonçant la surpopulation des prisons, leur insalubrité, leur vétusté, et la façon dont étaient traités les détenus. Il concluait : « L'humanité, la justice, l'honneur de la nation, exigent que l'on s'occupe enfin de cette partie si négligée de notre administration. » 
En 1780, Louis XVI racheta l'hôtel de la Force. On construisit un bâtiment nouveau en pierre de taille et les deux parties de l'ancien hôtel furent transformées en une maison de détention divisée en deux prisons : la Grande-Force pour les hommes et la Petite-Force destinée aux femmes. En 1782, les prisonniers des centres de For-l'Évêque et du Petit Châtelet, vétustes et insalubres, furent transférés dans la nouvelle prison de la Force. En 1785 on ferma la prison pour femmes de Saint-Martin et les prisonnières, des « filles publiques », furent également transférées à la Force.
Les lettres patentes attestent de la volonté du pouvoir d'améliorer la situation tout à fait déplorable des prisonniers, en introduisant « plus de commodité et de salubrité ». La prison devait être divisée en six départements, un pour le personnel, un pour les prisonniers « détenus pour mois de nourrice » (c'est-à-dire ceux qui n'avaient pas pu payer la nourrice de leurs enfants), un pour les condamnés, un pour les détenus en attente de procès, un pour les femmes et enfin un dépôt où étaient envoyés les mendiants. La « pistole » existant toujours pour les détenus qui avaient les moyens, ils pouvaient occuper une chambre à quatre lits, dont certaines avait une cheminée ; les pauvres étaient logés dans des dortoirs dont les lits, équipés d'un matelas, d'un traversin et d'une couverture, étaient relevés dans la journée. L'hiver, ils pouvaient se réunir dans un « chauffoir ». Chaque section devait avoir sa cour et son préau pour permettre la promenade en tous temps, ainsi qu'une fontaine. La prison possédait deux chapelles et, pour ne pas mélanger hommes et femmes, deux infirmeries. Les prisonniers nécessiteux étaient nourris, recevant une livre et demie de pain et une portion de viande et de légumes par jour. Le règlement fixait les horaires – lever à sept heures en hiver et à six heures l'été –, imposait la présence quotidienne à la messe et une stricte séparation des sexes. Ces dispositions visaient aussi le personnel, puisqu'il était interdit aux gardiens ou au concierge d'exiger de l'argent des prisonniers. Il ne reste aucun registre d'écrou de cette période mais il semble que la majorité des prisonniers de la Force aient été des débiteurs insolvables (selon John Howard, ils étaient 78 en 1783[réf. nécessaire]), des gens du spectacle qui s'étaient fait des ennemis puissants ou des contestataires, mais on y trouvait aussi des déserteurs et des jeunes gens emprisonnés à la demande de leur famille.

Le réformateur John Howard visita la Force en 1783. Il en dressa ensuite ce tableau : 

« Les débiteurs sont aujourd'hui envoyés dans la nouvelle prison de l'hôtel de la Force, et les criminels à la Conciergerie ou au grand Châtelet. La déclaration du roi, qui annonça ce changement, contient quelques sentimens des plus humains et des plus éclairés à l'égard de l'administration des prisons ; sur la nécessité d'y établir des infirmeries spacieuses et aérées pour y placer les malades ; sur celle qui exige que les coupables y soient séparés, qu'il y ait des cours pour les hommes, des cours pour les femmes et pour les prisonniers des différentes classes. On y annonce l'abolition entière des cachots souterrains ; et on la fonde sur ce principe, qu'il est injuste que ceux qui peuvent être innocens, subissent d'avance le châtiment des coupables. »

#### De la prison modèle à celle de la Terreur

##### Les débuts de la Révolution

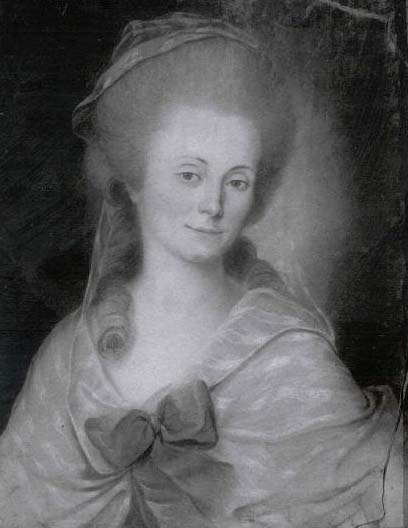
Princesse de Lamballe, pastel d'Élisabeth Vigée Le Brun

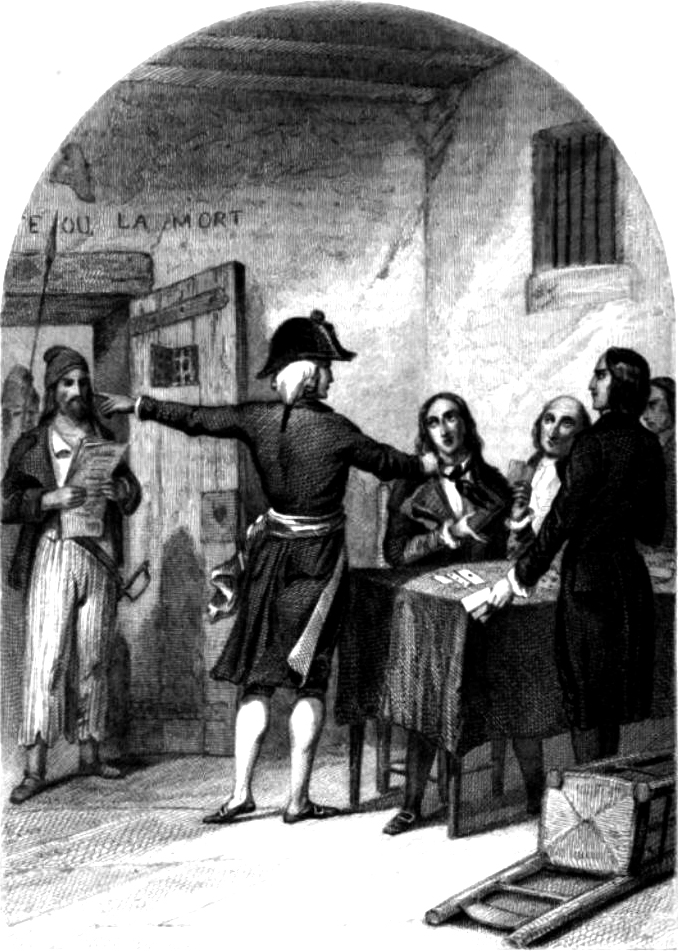
Les députés girondins à la Force, gravure romantique (1845)

Le 14 juillet 1789, jour de la prise de la Bastille, les Parisiens libérèrent les prisonniers pour dettes. La Force se vida des prisonniers placés par l'arbitraire du pouvoir.
Les registres de police à partir de 1790 indiquent qu'on y était principalement enfermé pour vol, trouble à l'ordre public, vagabondage, mendicité et prostitution mais, en 1791, on y trouvait aussi Claude Nicolas Ledoux, architecte de la Ferme générale abolie en 1790, devenu symbole malgré lui de l'oppression fiscale de l'ancien régime.
En 1791, alors que le souvenir des conditions exécrables de For-l'Évêque et du Petit-Châtelet était encore dans toutes les mémoires, un contemporain la qualifiait toujours de prison modèle. 

« La nouvelle prison de l'hôtel de la Force qui, par ses divisions multipliées en différens départements isolés, les uns des autres, et par ses règlemens sur la nourriture et l'entretien des renfermés, est digne de servir de modèle de prison salubre. »

Les choses changèrent radicalement à partir de la journée du 10 août 1792 ; elle devint alors un lieu de détention politique où étaient amenés les accusés et les suspects en attendant leur procès. Dès le début de la Terreur, on y détient des opposants au nouveau gouvernement, ou des suspects, comme Joseph Weber, le frère de lait de Marie-Antoinette. Les pillards qui avaient profité de la prise des Tuileries, majoritairement des femmes, y firent également un séjour.

##### Les Massacres de septembre
Selon Le Moniteur universel, dans la journée du 2 septembre 1792, les prisonniers pour dettes furent évacués de la Grande-Force, ainsi que vingt-quatre femmes de la Petite-Force. Toujours selon le Moniteur, d'autres prisonniers, soupçonnés d'avoir fabriqué de faux assignats, furent assassinés. Le 3, un tribunal populaire se forma dans la prison, que vint inspecter Jacques-René Hébert. Une partie des détenus de la Force furent acquittés, notamment Weber, mais d'autres furent sommairement exécutés après une condamnation rapide, malgré les efforts de certains membres de la commune et le peu d'enthousiasme manifesté par la foule qui applaudissait au contraire quand un prisonnier était relâché. La princesse de Lamballe, cousine et proche amie de la reine Marie-Antoinette d'Autriche, se trouvait à la Petite-Force. Elle fut transférée à la Grande-Force, devant le tribunal d'Hébert, puis assassinée par les septembriseurs alors qu'elle était conduite hors de la prison. Ce fut la seule victime parmi les prisonnières. Le tribunal de la Force siégea jusqu'au 6 ou 7 septembre 1792, examinant 408 détenus dont 161 à 169 furent exécutés.
Pour couper court aux rumeurs qui circulaient sur les prisons après les massacres de septembre, le Comité de sûreté générale organisa une tournée d'inspection des prisons et publia les chiffres de la population carcérale. Selon ce rapport, en date du 14 novembre 1792, il restait à la Grande-Force 13 prisonniers détenus pour délits graves.

##### 1793-1794
Dès le 12 décembre 1792, le Ministre de l'intérieur Roland fut alerté par le concierge de la Force sur une nouvelle vague d'arrivants et recommanda que l'inspection des prisons restât vigilante. Le 17 mars 1793, selon l'inspecteur des prisons Grandpré, le nombre des détenus à la Force était de 320. Après les journées du 31 mai et du 2 juin 1793, le Journal de Paris laissait entendre que 10 000 personnes avaient été arrêtées sur les ordres du Comité révolutionnaire de Paris, incitant les autorités de police à publier les chiffres des détenus, et à souligner que l'on comptait un grand nombre de délinquants civils et militaires parmi ces derniers. On apprenait ainsi que le 6 juin 1793, il y avait 354 détenus à la Grande-Force et 129 femmes à la Petite-Force. Les chiffres du 1er août étaient respectivement de 329 et 142.
La situation évolua avec le vote de la « Loi des suspects », le 17 septembre 1793. Les arrestations se multiplièrent, obligeant l'ouverture de nouveaux lieux de détention provisoire. L'afflux de détenus aisés développa une économie lucrative dans les prisons parisiennes : un témoin affirme qu'à la Force, les prisonniers qui occupaient les chambres à huit places payaient 22 livres par mois pour ce privilège.
En octobre 1793, la prison accueillit les députés arrêtés pour leur hostilité déclarée aux événements du 31 mai, notamment Jean Dominique Blanqui qui a laissé un compte-rendu de cette incarcération, Mon agonie de dix mois ou Souffrances de soixante-treize députés où il décrit les moments passés avec des codétenus tels que Francisco de Miranda, Pierre Daunou, Jean Dussaulx, Charles Éléonor Dufriche-Valazé, Pierre Victurnien Vergniaud, Achille François du Chastellet, Adam Lux ou Volney.
Grâce aux mémoires des détenus, les noms de certains membres du personnel de la Force sont restés connus pour leur humanité ou leur dureté. Parmi les premiers, les historiens retiennent celui du guichetier-chef Ferney, du gardien Bault et son épouse.

#### Le Consulat et l'Empire
Au moment de la chute de Robespierre, le neuf thermidor de l'an II (27 juillet 1794), la « Grande-Force » comptait 79 détenus, et trois détenues se trouvaient à la « Petite-Force ». Maison d'arrêt pour les délinquants et les criminels, la Force jouissait d'une réputation de rigueur qui lui valut de continuer à recevoir des prisonniers politiques jugés dangereux sous le Directoire, le Consulat et l'Empire.

Certains témoignages d'époque comme celui de Charles de Lacretelle, qui y passa vingt mois, indiquent que les conditions de détention y étaient toujours supérieures à celle des autres prisons. Mélangé aux « droits communs » dans la prison du Bureau Central, Lacretelle salue avec soulagement son transfert à la Force : 

« Elle était habitable, au moins dans la partie où j'étais transféré ; les détenus politiques y dominaient, et les escrocs aux bonnes manières remplaçaient les voleurs, dont le logement était séparé (…) Une cour spacieuse et plantée d'arbres (…) [dont] l'aspect n'avait rien de triste »

Les accusés de la conspiration des poignards, d'abord écroués à la prison du Temple, furent ensuite transférés à la Force. Sous l'Empire, elle resta encore un lieu de passage pour les suspects de connivence avec les « ennemis de l'État » et les registres d'écrou attestent l'arbitraire de certaines arrestations. Les enfants étaient détenus dans une section qui leur était réservée.
Le général Malet y fut interné le 14 juillet 1808 avant d'être transféré à Sainte-Pélagie en 1809. Les généraux Fanneau de Lahorie et Guidal y étaient prisonniers lorsque le général Malet les libéra, les impliquant à leur insu dans le bref coup d'État de 1812, durant lequel, par un ironique retour des choses, le ministre de la police, Savary, le préfet de police Pasquier et un fonctionnaire du ministère de la police se retrouvèrent détenus à la Force pendant quelques heures. Les parisiens ironisèrent sur ce « tour de Force ».

#### La Restauration

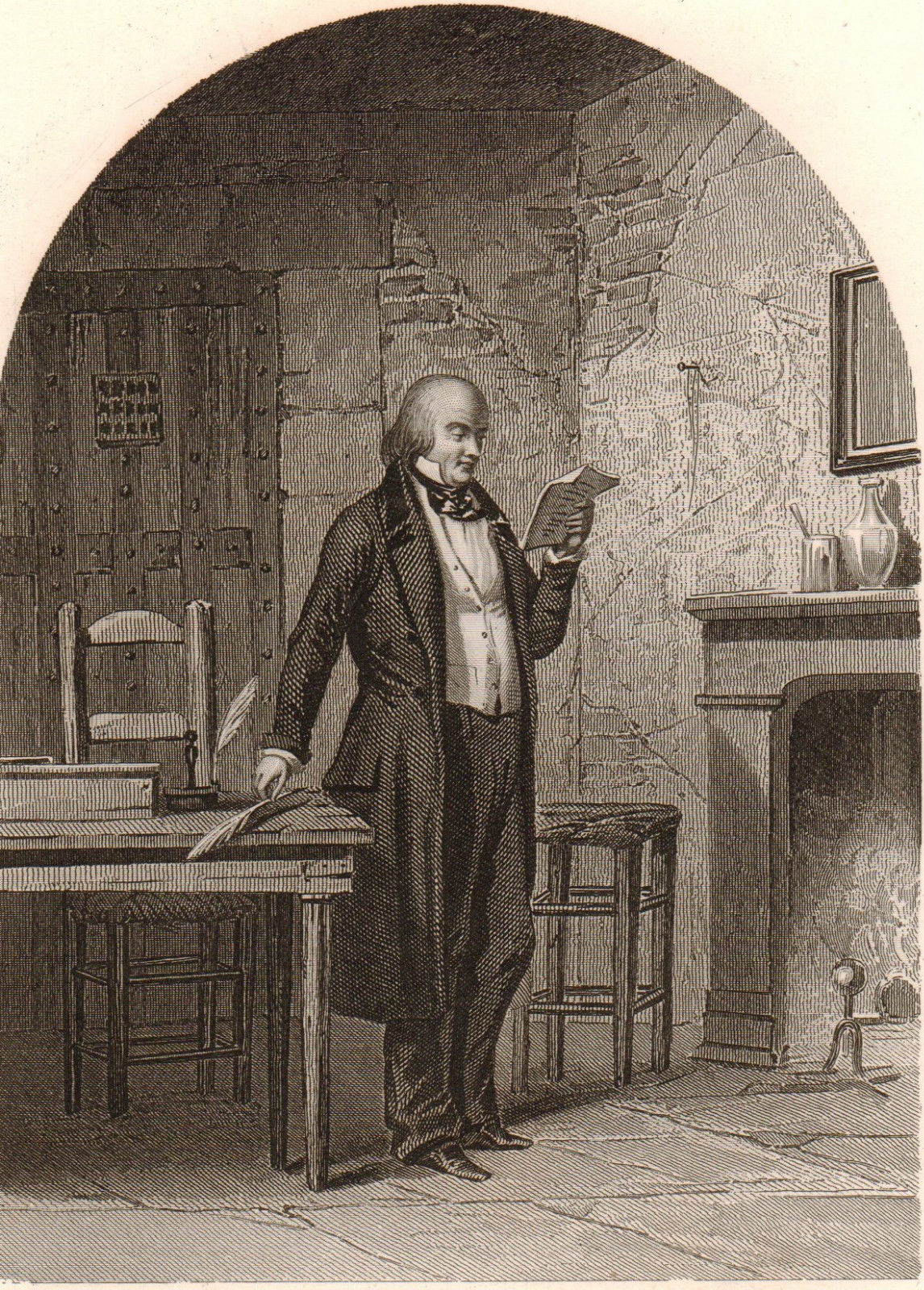
Béranger à la Force, gravure d'Audibran

L'invasion des troupes étrangères en 1815 provoqua une explosion de maladies vénériennes parmi les prostituées. La situation était si grave que la Petite-Force fut un temps transformée en hôpital. Quatre femmes devaient partager le même lit. En l'absence d'une prison pour femmes et donc d'arrestations, la prostitution se fit plus visible et le préfet dut fermer l'hôpital et rouvrir la prison devant les protestations d'une partie de la population.
Sous Louis XVIII, les registres de la prison indiquaient toujours de nombreux cas d'arrestations pour délit d'opinion (« propos dangereux et inconvenants », « mauvais propos contre la famille royale »). On y retrouvait des suspects coupables d'afficher des sentiments révolutionnaires ou une nostalgie de l'empire. Un mandat d'amener pouvait être établi sur une dénonciation, ou un simple soupçon, et le suspect arrêté et détenu plusieurs jours ou plusieurs semaines. La prison accueillait également des condamnés de courte durée, dont le plus populaire fut le chansonnier Pierre-Jean de Béranger, jugé et condamné à passer un an à la Force (1828-1829) pour ses prises de positions hostiles aux ordonnances de Charles X. Victor Hugo alla lui rendre visite dans sa cellule.
À partir de 1828, la « Petite-Force » n'accueillait plus que des prostituées en garde à vue. Un contemporain la décrit en ces termes :

« Prison de misérables prostituées atteintes de maladies contagieuses, ou qui ont enfreint les règlements de police, ou bien qui n’ont pu gagner assez pour avoir du pain et payer à l’avance leur espèce de patente mensuelle »

.
En 1829, elle fut réunie à la prison pour hommes que le même témoin contemporain présente ainsi :

« Prison d'hommes prévenus de toutes sortes de délits, où sont tous ceux que l’on a arrêtés depuis peu de temps ; et en outre des condamnés à une courte détention, qui ont obtenu de ne point être transférés à Sainte-Pélagie. Ces derniers ont tous de la fortune. La plupart des autres détenus ont plus ou moins d’argent, et ne se contentent point des vivres ni du coucher de la maison, qui est d’ailleurs par ses logemens et par la grandeur de ses cours, la moins mauvaise du département de la Seine. »

Les bâtiments originaux avaient été remaniés, étendus, cloisonnés. En attendant d'être jugés ou libérés, les détenus étaient séparés en fonction des crimes ou des délits qui leur étaient reprochés. Les criminels jugés les plus dangereux étaient regroupés dans la cour saint Bernard dite encore « fosse aux lions ». Les « pistoliers » formaient une catégorie à part ; les enfants étaient séparés des hommes et divisés en classes d'âge qui ne se mélangeaient pas. Ils étaient astreints au travail, optionnel pour les adultes. Outre les différents quartiers la prison possédait également une infirmerie et neuf cachots. Selon Louis René Villermé, auteur en 1820 Des prisons telles qu'elles sont et telles qu'elles devraient être, les cachots de la Force étaient tels qu'ils devaient « exciter l'indignation de tout ami de l'humanité ».
En 1831, Louis-Philippe étant au pouvoir, les manifestations républicaines et les émeutes se multiplièrent à Paris. Auguste Blanqui inaugura le premier d'une série de séjours en prison qui lui valurent le surnom d’« enfermé », en passant trois semaines à la Force.
Pour les mauvais garçons, qui pouvaient tirer gloire d'y avoir séjourné, la Force s'appelait en argot (louchébem ou verlan) la Lorcefé ou Lorcefée, terme attesté dès 1800 dans la réédition d'un ouvrage du XVIIe siècle, Le Jargon ou langage de l'argot réformé. L'argot des voleurs (que l'on retrouve utilisé chez Hugo et Sue), se popularisa, grâce notamment à la littérature de colportage. Le nom de la Force servit par antonomase à désigner une maison d'arrêt dans le langage courant, la prison pour femmes de Saint-Lazare devenant en argot la lorcefé des poniffes.

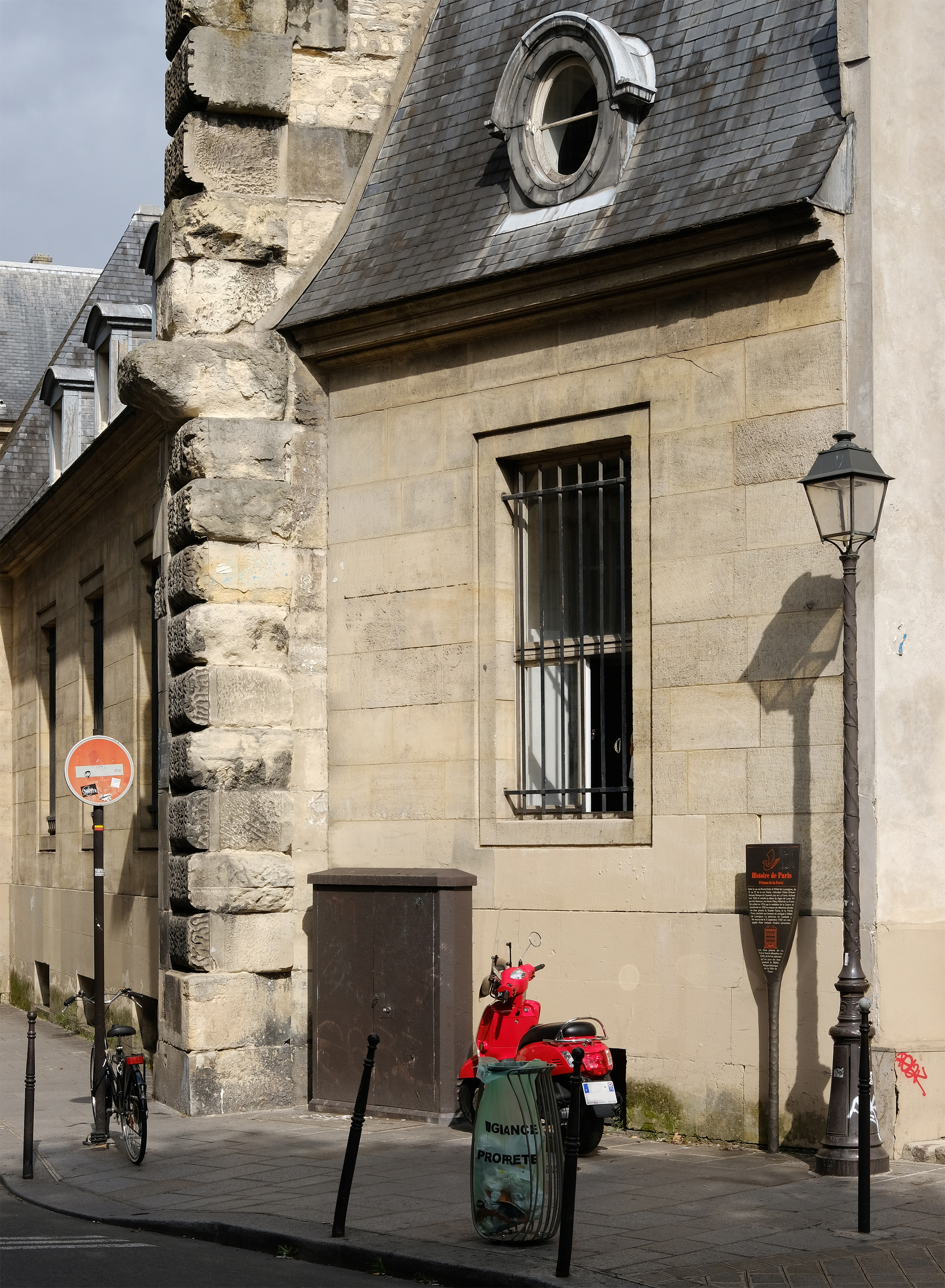
Panneau « Histoire de Paris » à côté du seul mur subsistant de la prison de la Force.

En 1836, la prison des Madelonnettes devint une maison d’arrêt pour hommes, succursale de La Force.
Lors de sa fermeture en 1845, le personnel de la prison se composait du directeur, d'un aumônier, d'un médecin avec deux adjoints, un greffier et son commis, un brigadier et un sous-brigadier, dix-huit surveillants, deux surveillants pour les enfants qui tenaient également le rôle d'instituteurs, un infirmier, deux cantinières et un adjoint, un barbier, une fouilleuse et quatre commissionnaires qui s'occupaient d'environ 550 détenus. La prison Mazas qui la remplaça garda quelques années le nom de « prison de la Force ». 
Vétuste et insalubre, la prison de la Force fut démolie en 1845 et il n’en subsiste qu’un pan de mur, rue Malher, jouxtant la Bibliothèque historique de la ville de Paris. Les vestiges de la prison sont inscrits au titre des monuments historiques par arrêté du 11 décembre 1935. Un Panneau « Histoire de Paris » en rappelle l'histoire. Dans la cour de la caserne de pompiers de la rue de Sévigné subsiste une fenêtre (murée) et sa grille.

### Mortalité dans les prisons parisiennes auXIXesiècle
De 1815 à 1818, la mortalité moyenne annuelle était de 
- un décès pour 40,88 détenus à la Grande-Force ;
- un pour 38,03 aux Madelonnettes ;
- un pour 26,63 à la Petite-Force[32].

### La Force dans la « légende noire » de la révolution

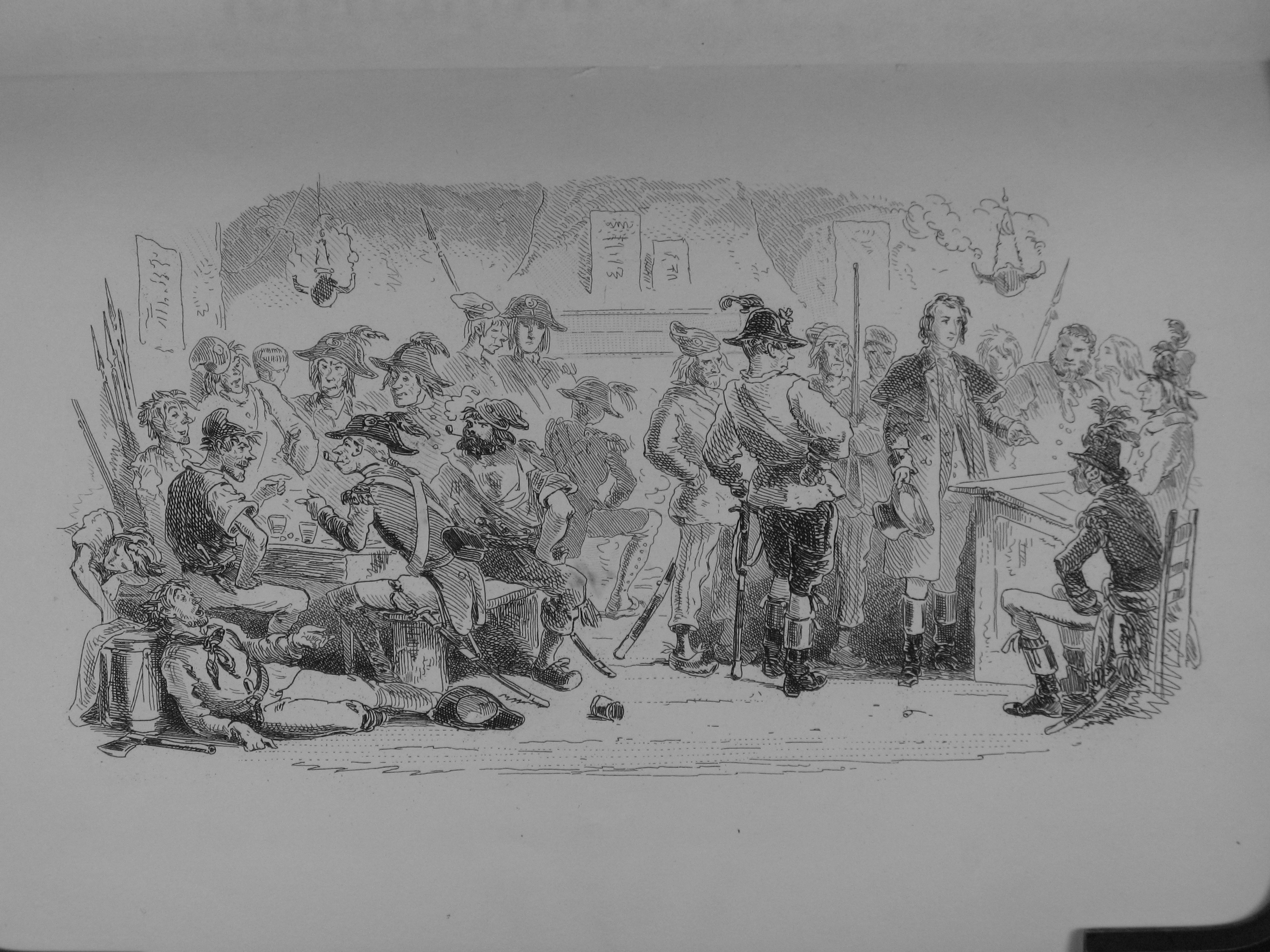
Tribunal populaire pendant les massacres de septembre, illustration du roman A Tale of Two Cities de Charles Dickens

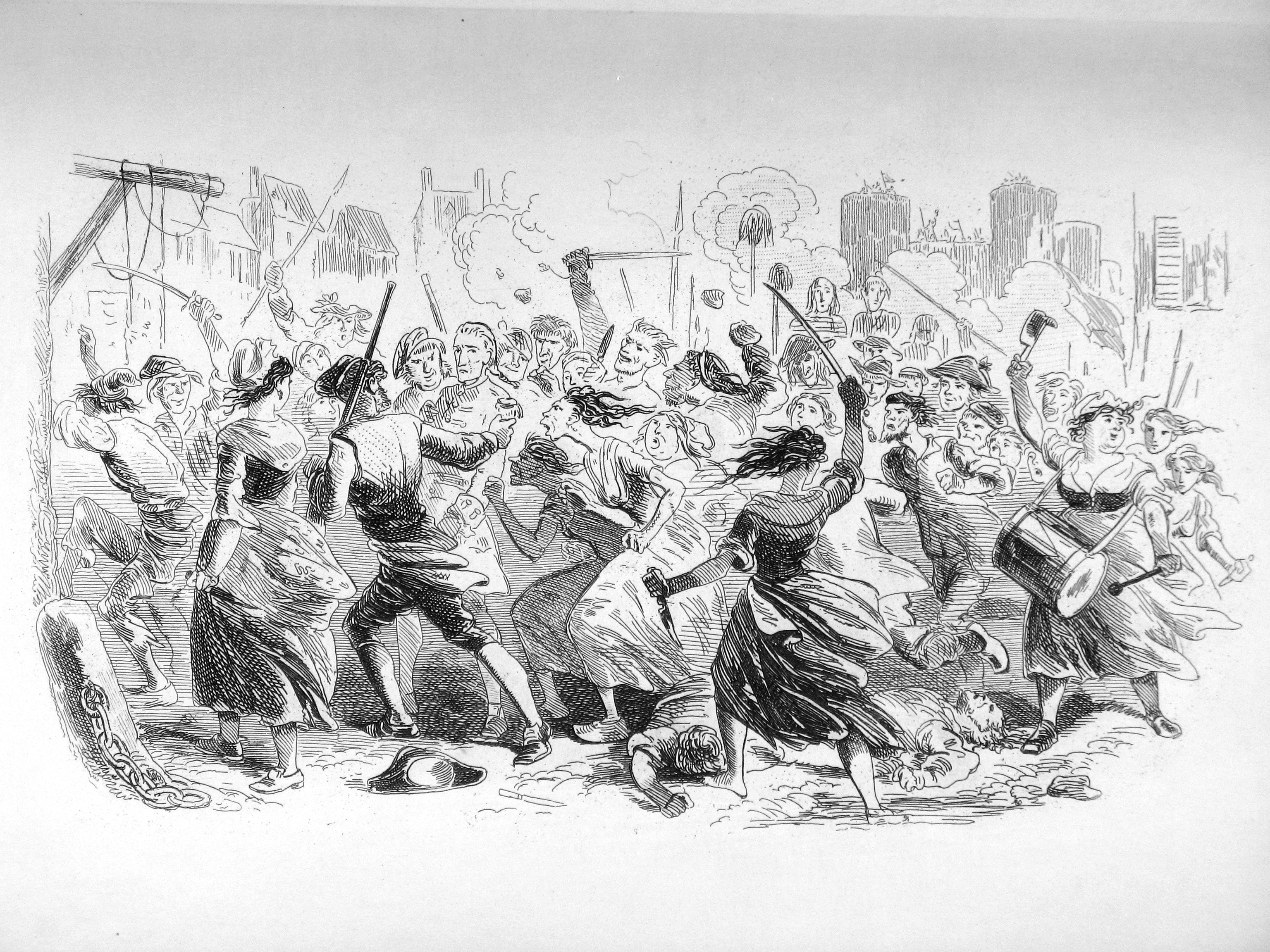
Les prisonniers de la Force massacrés par les sans-culottes, A Tale of Two Cities, Charles Dickens

### La Force chez les romanciers du XIXe siècle

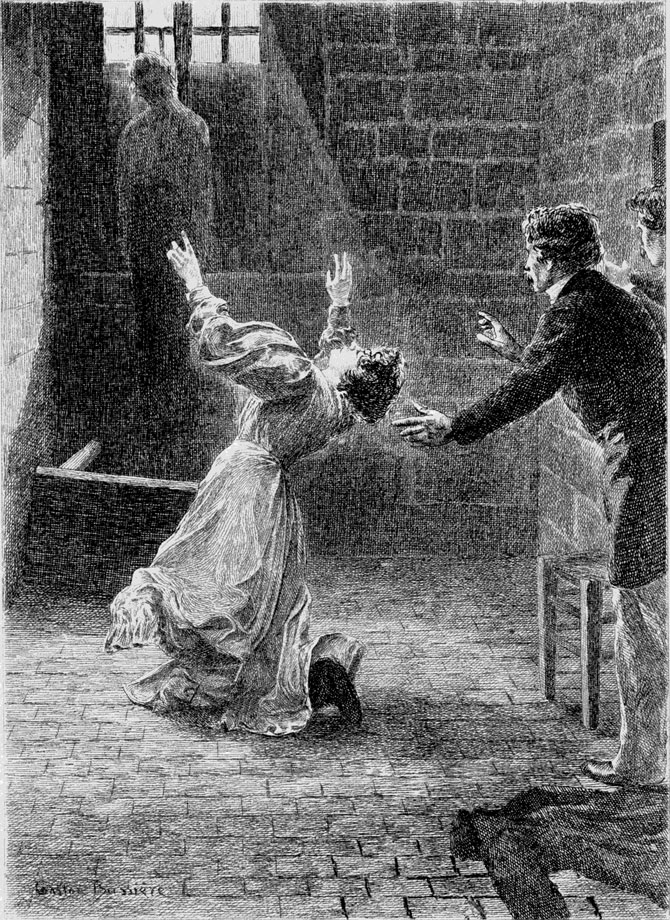
Lucien de Rubempré se suicide dans sa cellule